# Carta orden
Como las dos palabras que la componen indican, una carta orden o carta-orden es toda carta que contiene alguna orden o mandato, lo cual implica autoridad, superioridad u otras facultades en el que la dirige o autoriza con su firma, así como el deber de cumplirla en el que la recibe. 
En el ámbito judicial se daba este nombre a ciertos despachos o comunicaciones oficiales que en asuntos de la administración de justicia dirigían los tribunales y jueces a sus inferiores o subordinados para la práctica de alguna diligencia acordada, tanto en los negocios civiles como en lo criminal. Se llamaban cartas órdenes por estar concebidas en estilo preceptivo aunque con fórmula parecida a la de los oficios y por contener una orden o mandato que estaba obligado a cumplir sin reserva de ningún género el inferior a quien iba dirigida. Por eso en el auto de cumplimiento se usaba simplemente de la fórmula cúmplase a diferencia de los exhortos en los que por proceder de otro juez de igual categoría se añadía la de sin perjuicio. 
La práctica de hacer uso de estas cartas-órdenes en los casos indicados fue sancionada por el reglamento de los juzgados de primera instancia de España aprobado el 1 de mayo de 1844. Dispone que cuando los jueces tuvieran que valerse de los alcaldes de su partido u otros inferiores para la práctica de diligencias acordadas en los negocios civiles o criminales lo hicieran por medio de despachos o cartas-órdenes concebidas en estilo preceptivo, si bien atento. 
Según la práctica más común y autorizada, solo se hacía uso de las cartas-órdenes para recordar la devolución o cumplimiento de algún despacho de otra orden anterior, o para la práctica de alguna diligencia de poca importancia como por ejemplo, la comparecencia de un testigo. Mas cuando las diligencias eran de importancia o de esencia en el juicio, como el emplazamiento de una demanda, el examen de testigos, la ejecución de un embargo, etc. en estos casos los jueces se dirigían a los alcaldes por medio de despachos que aunque concebidos también en estilo preceptivo, su fórmula era parecida a la de los exhortos. Y en los tribunales superiores se hacía uso de certificaciones o de reales provisiones. 
Las cartas-órdenes que estos mandaban librar eran autorizadas o firmadas por el escribano de cámara que conocía del negocio. Mas las que acordaban dirigir los jueces tenían que ir firmadas por los mismos, salvo algún caso de suma urgencia en que podía hacerlo de su orden el escribano actuario. En unas y otras debía relacionarse o insertarse la providencia que las motivaba con expresión del negocio en que había sido acordada. Tenían que extenderse en el papel sellado que correspondía según se dirigieran de oficio o a instancia de parte rica o pobre, y se remitían para su cumplimiento por el mismo conducto por el que se dirigían los exhortos y demás despachos judiciales. 